# Yeasayer
A Yeasayer (IPA: /ˈjeɪseɪ.ər/) amerikai pszichedelikus/experimental együttes. 2006-ban alakult Brooklynban.
Tagok: Chris Keating, Ira Wolf Tuton és Anand Wilder. Korábbi tagok: Luke Fasano, Jason Trammel és Ahmed Gallab. Négy nagylemezt adtak ki. Közreműködtek továbbá a 2013-as Grand Theft Auto V videójáték soundtrack-jében, illetve a "Dark Was the Night" című válogatáslemezük is megjelent.
Lemezkiadóik: Secretly Canadian, Mute Records, We Are Free Records.
2019-ben feloszlottak.

## Diszkográfia

### Nagylemezek
- All Hour Cymbals (2007)
- Odd Blood (2010)
- Fragrant World (2012)
- Amen and Goodbye (2016)
- Erotic Reruns (2019)

### Egyéb kiadványok
Koncertalbumok
- Live at Ancienne Belgique (2010)
- Good Evening Washington D.C. (2013)

EP-k
- 2 Meter Session Live in Den Haag (2010)
- End Blood (2011)